# Gilleleje
Gilleleje ligger i Nordsjælland og er en fiskeriby med 6.702 indbyggere  (2024). Byen befinder sig i Gribskov Kommune og tilhører Region Hovedstaden.
Gilleleje ligger på Sjællands nordligste punkt, som er Gilbjerg Hoved lidt vest for byen. Øst for byen ligger klinten Nakkehoved med Nakkehoved Fyr. Gilbjerg Hoved og det svenske fyrtårn på Kullen i Skåne markerer de to sider af indsejlingen til Øresund.
I Kattegat ligger Gilleleje Flak lidt nordvest for byen, hvilket er et lavvandet område med flere afmærkede grunde.

## Etymologi
Navnet, udtalt med tryk på tredje stavelse, er en sammensætning af de to ord "gil", som er en kløft eller sprække, og "leje", som er et sted hvor fiskere kommer på særlige årstider for at fiske, eller hvor de trækker deres både på land. Det er sandsynligvis en sammentrækning af Gilbjerg Leje fra området Gilbjerg vest for byen, hvor en klint vender ned mod vandet. Byer, der slutter på -leje, er ofte fra det 16. århundrede, hvor fiskere begyndte at slå sig ned, og byer opstod. Sammenlign med den svenske endelse läge.
En alternativ mulighed er, at det første led stammer fra ordet gilde, som betyder et broderskab eller lav.
En lokal beboer vil i nordsjællandsk dialekt omtale sig selv som "['gil-lejer]" med tryk på første stavelse.

## Historie
De tidligste permanente bosteder i "Gyldeleye" (en tidligere stavemåde for "Gilleleje"), som er bekræftet, er fra det tidlige 1500-tal. En udgravning foretaget i 1979 af byens museum afslørede en hustomt under nogle sandlag. Huset var sandsynligvis bygget kort efter 1536, da en mønt dateret 1534-36 blev fundet på stedet. Da der også blev fundet keramiske genstande, der mindede om andre fund, antager arkæologerne, at kulturlaget kan dateres til det sene 1400-tal.[kilde mangler] Yderligere blev huset fundet på adressen Fabersvej 10, som ikke ligger tættest på stranden, og vanen dengang var at bygge fra vandet og indad.
Omkring dette tidspunkt vides det også, at byen havde penge nok til at bygge en kirke og ansætte en præst. Det krævede betydelige midler, og den generelle opfattelse er således, at overgangen fra sæsonfiskeri til helårsfiskeri samt bebyggelsen af området skete i årene omkring 1500. Rådhuset har sat 1488 som det "officielle" år for Gillelejes grundlæggelse for at gøre jubilæer nemmere.

### Fiskerlejet
Kirken blev indviet i 1538 af den nyligt indsatte præst Hans Lauridtzen.
I henhold til jordebogen for Kronborg og Frederiksborg len 1582-83 havde Gilleleje 70 fiskere, som kun ydede fisk i landgilde.
I 1588 lavede lensmanden på Kronborg en liste over de skatter, fiskerne skulle betale. Det var en halv til en hel tønde torsk. Fra denne liste kan det ses, hvem nogle af de tidligste beboere var. Der er omkring 70 navne på listen, hvor et navn er analogt til et hus – sikkert omkring 500 beboere i alt. Efternavnene Lauritsen, Rasmussen, Jensen og Skomager var de mest almindelige, og selvom vi på grund af normen med at bruge patronymer ikke kan slutte meget ud fra det, kan det alligevel ses, hvilke fornavne der var almindelige blandt disse fiskeres fædre.
Udover fiskeriet havde befolkningen lov til at dyrke diverse afgrøder, såsom hvede, syd for byen. Der var også en græsgang med få køer og får. Det meste af byen lå øst for en bæk, der kom fra Søborg Sø mod syd og løb ud i havet lige øst for stejlepladsen. Søen er siden drænet og af Søborg Slot, som lå beskyttet af søen, er kun ruinerne tilbage.
Imidlertid gjorde mange tilflyttere det svært af fange nok, og adskillige familier kunne ikke fange nok til både at leve og betale skatter. I 1632 var der kun 18 familier tilbage. I 1682 bestod Gilleleje af 33 huse med jord og 1 hus uden jord. Et nyt problem var nu flyvesandet, der dækkede både og net og forsinkede arbejdet. Flere huse i den østlige del blev ligefrem forladt efter gradvis at være blevet begravet under klitter.
Syd for byen var den lokale herregård, Nellerupgård, hjem for Carl Christian Lembach og Catrine Marie Milan (en efterkommer af Gabriel Milan, som var guvernør over Dansk Vestindien i en periode) i slutningen af 1700-tallet. De ejede det meste af landet i området, særligt efter at have overtaget "deres" dele af de fælles græsgange, hvorefter de almindelige borgere kunne få de yderste områder.
Fiskerlejet udvidede sig en del igennem 1810'erne og 20'erne, og mange huse blev bygget i de østlige dele af byen, som tidligere var blevet forladt. En rigtig havn blev bygget i 1873, hvor stejlepladsen havde været. Dette betød større skibe og derved mere arbejde, hvilket tiltrak flere indbyggere. I 1890 var der 865 husholdninger i Gilleleje, hvoraf 112 var fiskere.

### Stationsby og landliggersted
Ved århundredeskiftet blev byen karakteriseret således: "Gilleleje, stort Fiskerleje, ejendommeligt smukt beliggende ved Havet i ensomme Omgivelser, med Kirke, Skole, Forsamlingshus, Gæstgiveri, 4 Købmandshandeler og andre Forretninger, Badehotel, mange Villaer, Gilbjærg Sommersanatorium for Vodrofsvejs Børnehjem, Diakonissestiftelsens Rekreationshjem, Toldkontrolsted, Station for 7. sjæll. Kystpolitidistr."
I byen fandtes omkring 1920 kirke, missionshus (1910), menighedshus, skole, Frederiksborg Amts Spare- og Laanekasse og filialer af Nordsjællands Bank og Kronborg vestre Birks Sparekasse, gasværk, vandværk, Diakonissestiftelsens rekreationshjem, Marthahjemmets Rekreationshjem, badehotel, mange villaer, flere industrielle anlæg, købmandsforretninger, mølle, mejeri m.m. Byen var blevet
endestation for Kagerup—Gilleleje Banen (åbnet 1896) og Hornbæk—Gilleleje Banen (1916). Havnen havde en dybde af indtil 2,9 m men led meget ved en storm i december 1902.
Gillelejes indbyggertal voksede fra 958 indbyggere i 1901 til 1.061 i 1906, 1.163 i 1911, 1.251 i 1916, 1.434 i 1921, 1.515 i 1925, 1.497 i 1930, 1.564 i 1935, 1.682 i 1940, 1.890 i 1945, 1.944 i 1950, 2.108 i 1955 og 2.219 i 1960.
I 1911 var fordelingen efter næringsvej 159 (13,67%) i landbrug, 349 (30.01%) i fiskeri, 278 (23,90%) i håndværk og industri, 106 (9,11%) i handel, 95 (8.17%) i transport.I 1930 var erhvervsfordelingen 308 i landbrug og fiskeri, 469 i håndværk og industri, 169 i handel og omsætning, 162 i transport, 76 i immateriel virksomhed, 118 i husgerning, 178 var ude af erhverv og 17 havde ikke oplyst indkomstforhold. I 1950 var erhvervsfordelingen 269 i landbrug og fiskeri, 754 i industri, håndværk og byggeri, 262 i handel, 173 i transport, 118 i liberale erhverv, 323 levede af formue eller lignende og 45 var uden angivelse. Fra at have været et landbrugs- og fiskerisamfund var Gilleleje udviklet til, at industri og håndværk spillede den største rolle.

### 2. verdenskrig
Gilleleje fortsatte med at trives på fiskeri indtil 1940, da tyskerne besatte Danmark. Som mange andre danskere på den tid, var Gillelejerne mod besættelsen og hjalp jøderne, blandt andet ved at gemme dem på kirkeloftet. Den 2. oktober 1943, da Gestapo ville fange de resterende danske jøder, var det blevet planlagt at sejle dem, som gemte sig i Gilleleje, til Sverige i kuttere. Efter at de havde gemt sig i adskillige dage på loftet, blev Gestapo orienteret af en stikker, og alle 75 blev taget til fange på nær en ung dreng, der gemte sig i kirkeklokken. Ifølge de gamle i byen var præsten så chokeret over situationen, at han aldrig rigtig blev normal igen. Dette er den største "fangst", Gestapo nåede at få i Danmark.
Efter besættelsen er der blevet opsat flere mindesmærker omkring i byen, både til minde om jøderne og om de fiskere, der mistede livet ved at ramme søminer. Drengen der undslap har senere besøgt byen og udtrykt sin tak.

### Efterkrigstiden
De østlige områder, kaldet Stæremosen, der oprindelig blev brugt som græsgange, blev til industriområde efter krigen. Havnen er i øjeblikket den femtestørste fiskerihavn i Danmark.
Gilleleje var tidligere hovedby i Græsted-Gilleleje Kommune med hjemsted for kommunens rådhus.

## Transport og infrastruktur
Gilleleje Station er en mellemstation for de to privatbaner Hornbækbanen (Helsingør-Hornbæk-Gilleleje jernbane) og Gribskovbanen mellem Hillerød og Gilleleje.
Tidligere har der i nogle år, om sommeren i 1962, 1963 og 1964 været færgeforbindelse med dampskibet s/s Agnete til byerne Höganäs og Mölle i Sverige.

## Kultur
Gilleleje er både en fiskerby, der er vokset op omkring havnen, og en badeby, der hvert år tiltrækker et stort antal feriegæster. Store områder langs kysten mod øst i retning mod Dronningmølle og mod vest i retning af Smidstrup er udlagt som sommerhusområder.
Det private selskab Gilleleje Strandbakker, i daglig tale blot "Bakkeselskabet" afholder hvert år en byfest under mottoet: "Køb stranden fri" og benytter festens overskud til at købe (og vedligeholde) strandarealer, som derefter bliver offentlig strand.